# Chi Cá giếc
Chi Cá giếc (danh pháp khoa học: Carassius) là một chi trong họ Cá chép (Cyprinidae). Các loài trong chi này có tên gọi thông thường là cá giếc hay cá diếc, mặc dù các tên gọi này về cơ bản thường được dùng để chỉ loài C. carassius. Được biết đến nhiều nhất có lẽ là cá vàng (C. auratus), được chọn giống từ cá giếc Phổ (C. gibelio). Các loài trong chi này có sự phân bố trên khắp đại lục Á-Âu, dường như bắt nguồn xa hơn về phía tây so với các loài có dạng cá chép điển hình (chi Cyprinus), bao gồm cả cá chép (C. carpio).
Chúng không phải là các họ hàng đặc biệt gần của chi Cyprinus, mà thay vì thế là một dạng dòng dõi cơ sở hơn của phân họ Cyprininae.

## Các loài
Các loài dưới đây được đặt trong chi Carassius (một vài phân loài cũng được liệt kê):
- Carassius auratus
  - Carassius auratus auratus – cá vàng
  - Carassius auratus argenteaphthalmus Nguyen, 2001
  - Carassius auratus buergeri Temminck & Schlegel, 1846 – Naga-buna, Okin-buna, cá giếc Buerger
  - Carassius auratus grandoculis Temminck & Schlegel, 1846 – Nigoro-buna, cá giếc mắt to
  - Carassius auratus langsdorfii Temminck & Schlegel, 1846 – Gin-buna, cá giếc Langsdof
- Carassius gibelio Bloch, 1782 – cá giếc Phổ
- Carassius carassius Linnaeus, 1758 – cá giếc, cá giếc đen
- Carassius cuiveri Temminck & Schlegel, 1846 – cá giếc Nhật, cá giếc trắng

## Văn hóa
Thành ngữ tiếng Việt có câu:
Con rô cũng tiếc, con giếc cũng muốn
ý nói những người thứ gì cũng muốn, không bỏ cái nào.